# Coullemont
Coullemont és un municipi francès situat al departament del Pas de Calais i a la regió dels Alts de França. L'any 2007 tenia 109 habitants.

## Demografia

### Població
El 2007 la població de fet de Coullemont era de 109 persones. Hi havia 40 famílies de les quals 8 eren unipersonals (8 dones vivint soles i 8 dones vivint soles), 12 parelles sense fills i 20 parelles amb fills.
La població ha evolucionat segons el següent gràfic:
Habitants censats

### Habitatges
El 2007 hi havia 43 habitatges, 37 eren l'habitatge principal de la família, 2 eren segones residències i 4 estaven desocupats. Tots els 43 habitatges eren cases. Dels 37 habitatges principals, 33 estaven ocupats pels seus propietaris i 4 estaven llogats i ocupats pels llogaters; 1 tenia dues cambres, 8 en tenien tres, 6 en tenien quatre i 22 en tenien cinc o més. 33 habitatges disposaven pel capbaix d'una plaça de pàrquing. A 16 habitatges hi havia un automòbil i a 16 n'hi havia dos o més.

### Piràmide de població
La piràmide de població per edats i sexe el 2009 era:
| Homes | Edats   | Dones |
| ----- | ------- | ----- |
| 0     | 95 o +  | 0     |
| 0     | 90 a 94 | 0     |
| 0     | 85 a 89 | 0     |
| 0     | 80 a 84 | 4     |
| 4     | 75 a 79 | 0     |
| 0     | 70 a 74 | 4     |
| 4     | 65 a 69 | 4     |
| 0     | 60 a 64 | 4     |
| 0     | 55 a 59 | 0     |
| 0     | 50 a 54 | 0     |
| 0     | 45 a 49 | 0     |
| 8     | 40 a 44 | 4     |
| 12    | 35 a 39 | 8     |
| 8     | 30 a 34 | 4     |
| 0     | 25 a 29 | 0     |
| 0     | 20 a 24 | 0     |
| 4     | 15 a 19 | 4     |
| 12    | 10 a 14 | 12    |
| 12    | 5 a 9   | 0     |
| 4     | 0 a 4   | 0     |

## Economia
El 2007 la població en edat de treballar era de 75 persones, 49 eren actives i 26 eren inactives. De les 49 persones actives 41 estaven ocupades (28 homes i 13 dones) i 8 estaven aturades (6 homes i 2 dones). De les 26 persones inactives 3 estaven jubilades, 10 estaven estudiant i 13 estaven classificades com a «altres inactius».
Activitats econòmiques
L'únic establiment que hi havia el 2007 era d'una empresa extractiva.
L'any 2000 a Coullemont hi havia 5 explotacions agrícoles.

## Poblacions més properes
El següent diagrama mostra les poblacions més properes.